# Hořičtí z Hořic
Hořičtí z Hořic byli český a moravský šlechtický rod, jejichž historie prokazatelně sahá až k roku 1403.

## Historie
Jakýsi Jakuš z Hořic s bratrem Jiříkem z Hustiřan se uvádějí již k roku 1355. První prokazatelný předek vladyků Hořických z Hořic byl Mikuláš z Hořic, který je poprvé písemně zmíněn roku 1403, kdy měl v držení tvrz Dolní Hořice na Táborsku. Od 80. let 15. století do roku 1518 vlastnili další příslušníci rodu hrad Pecka. Byli to:
- Mikuláš mladší Hořický († 1515), nejvyšší zemský písař Českého království a hofmistr krále Jiřího z Poděbrad, od roku 1493 hejtman Hradeckého kraje,[3] pohřbený v Týnském kostele v Praze,[4], někdy označovaný jménem Matěj[5]
- jeho syn Vilém Hořický z Hořic, který Pecku roku 1515 nebo 1518 prodal a zemřel po roce 1519.[6]

Hořičtí z Hořic vymřeli v průběhu 16. století.

## Erb
Erbem Hořických z Hořic byl půlený štít. V pravé polovině se nacházely tři šikmé pruhy (tzv. polotrojčaří). V klenotu měli umístěné orlí křídlo dělené kolmo, v jehož levé polovině se také nacházely pruhy.

## Majetek
- hrady - Pecka
- tvrze - Dolní Hořice